# Centralverband deutscher Industrieller
Centralverband Deutscher Industrieller var en tysk erhvervsorganisation, som blev grundlagt i 1876. Den repræsenterede først og fremmest sværindustrien og mineindustrien mens virksomhederne i den lette industri fortrinsvis organiserede sig i Bund der Industriellen (BdI).

## Organisation, politik og mål
Allerede i de første år førte BdI en politik, som skulle sikre en afstemning af industriens og landbrugets interesser. Den dannede grundlaget for en samling mellem storindustrien og de store jordbesiddere i det Tyske Kejserrige. De havde en fælles interesse i etablering af en beskyttelsestold. En formel alliance blev indgået i 1879 på den 10. kongres i Bund der Landwirte.  Udover lobbyisme drev organisationen en bredt anlagt agitation ved rigsdagsvalg. I den forbindelse anvendtes også nationalistiske paroler.
I stedet forden hidtil markedsorienterede liberale erhvervspolitik krævede organisationen at statens skulle intervenere. Organisationen søgte i 1878 med held at få indflydelse på forhandlingerne i en undersøgelseskommission nedsat af rigsdagen, som gik ind for en interventionistisk politik. Forslagene fra CDI blev til dels næsten uændret omsat til preussisk lovgivning. Subjektivt, men anskueligt beskrev August Bebel lobbyisternes aktivitet: "Indgangen til rigsdagen lignede dengang en markedsplads. Repræsentanter for de
mest forskellige industrigrene og landmænd befolkede i hundredvis indgangen og partiværelserne".
Næsten samstemmende ytrede Heinrich von Treitschke sig på den anden side af det politiske spektrum: "Den nye praksis indenfor den erhvervsmæssige interessepolitik, som i denne valgperiode har udviklet sig til en sørgelig virtuositet" og at "klasseoptagetheden" ville "åbne døre og porte".
Imidlertid manglede industriorganisationen den store medlemsskare som f.eks. Bund der Landwirte kunne fremvise. Mens landmændene i reglen kunne støtte sig til en masse medlemmer i landdagene og rigsdagen, lykkedes det kun for CDI ved rigsdagsvalget i 1912 at få valgt 40 kandidater af de 120, som de støttede. Til dette valg oprettede organisationen en særlig valgfond, for at fundere propagandaen på et bredt finansielt grundlag. Dette var frem for alt en reaktion mod den succes som Centrumspartiet og SPD havde haft i Ruhrområdet, hvor næsten alle de valgkredse, som tidligere havde valgt medlemmer med tilknytning til industrien, var gået tabt. De involverede firmaer forpligtede sig til fra 1909 at indbetale 50 Pf. for hver 10.000 mark arbejdsløn, der blev udbetalt. Imidlertid lykkedes det ikke at få folk fra industrien til selv at opstille som kandidater, da de hævdede, at de ikke kunne undværes i deres firmaer. Støtten blev derfor givet til kandidater fra det nationalliberale og det konservative parti. 
Centralforeningens interessepolitik bredte sig langt udover spørgsmål om erhvervspolitik og endte med at vedrøre næsten alle politiske spørgsmål fra socialpolitik til kolonipolitik.
Industrien i CDI og landbruget i Bund der Landwirte var enige om at være modstandere af Sozialdemokratiet, ligesom man var enige om told- og kolonipolitikken samt om flådebyggeriet.
I den forbindelse repræsenterede organisationen kun en del af industrien, frem for alt mine- og sværindustrien. Virksomheder i den voksende færdigvareindustri, den kemiske industri og elektroindustrien havde til dels klart andre holdninger. Således gik de ind for mere frihandel. Dette var årsagen til at disse brancher fortrinsvis blev medlemmer af BdI.
Efter 1. verdenskrig gik CDI sammen med BdI i Reichsverband der Deutschen Industrie fra (1919).

## Formænd
- 1881-1885: Karl Richter, generaldirektør for Vereinigten Königs- und Laurahütte
- 1893-1901: Theodor von Haßler, bomuldsspinderiejer
- 1901-1904: Hanns Jencke, direktionsmedlem i Krupp-AG
- 1904-1909: Richard Vopelius, glasværksejer
- fra 1909: Max Roetger, direktionsformand i Krupp-AG